# EV Nautilus
Le EV Nautilus est un navire océanographique, battant pavillon de Saint-Vincent-et-les-Grenadines. Le navire appartient à la Ocean Exploration Trust sous la direction du scientifique maritime Robert Duane Ballard, connu pour avoir trouvé l'épave du Titanic et celle du cuirassé de la Kriegsmarine Bismark. Son port d'attache est San Pedro à Los Angeles.

## Histoire
À l'origine, ce navire se nommait RV A.v. Humboldt. Il a été construit en 1967 au chantier naval VEB Peene à Wolgast en tant que chalutier de type Artur Becker. La pose de la quille a eu lieu le 4 novembre 1966 et sa mise à l' eau le 21 février 1967. Le navire a été achevé le 8 juillet 1967.
Le navire est propulsé par un moteur diesel deux temps six cylindres de l'usine de moteurs diesel VEB Rostock d'une puissance de 1 285 kW, qui agit sur une hélice à pas variable et atteint une vitesse pouvant atteindre 12 nœuds. En guise d'aide à la manœuvre, il est équipé d'un propulseur d'étrave.
Le navire était initialement utilisé sous le nom de Georgius Agricola en tant que navire de recherche géophysique pour l'exploration de matières premières dans la mer Baltique. Lorsque les travaux ont été interrompus au début de 1970, le navire a été transféré provisoirement, le 1er mai 1970 en tant que navire de recherche, à l'Institut de recherche marine de l'Académie des sciences de la RDA. Ce n'est que de juillet 1977 à octobre 1978 que le navire a fonctionné réellement en tant que navire de recherche. Avec un rayon de déploiement d'environ 12 700 milles nautiques, il a pu rester en mer environ 50 jours sans interruption. Il disposait de neuf laboratoires, ainsi que de plusieurs treuils et grues de levage d'engins scientifiques.
La RDA a utilisé le navire principalement pour des voyages de recherche dans l’Atlantique Nord et Sud. Après la réunification allemande, le principal domaine d'application du navire se trouvait dans la mer Baltique au service du Leibniz-Institut für Ostseeforschung (IOW) à Warnemünde, (en français Institut Leibniz pour la recherche en mer Baltique).. En septembre 2004, le navire a été désarmé et remplacé en 2005 par le Maria S. Merian.
L' A.v. Humboldt a été vendu après son déclassement et est devenu le Franklin sous le drapeau d'Antigua-et-Barbuda (indicatif : V2PJ6, port d'attache : St John's).
En 2007, le navire a été vendu à Eagle Shipping dans les îles Vierges britanniques et en reprenant le nom de A.v. Humboldt il passait maintenant sous le drapeau de Saint-Vincent-et-les Grenadines (indicatif d'appel : J8B3605, port d'attache : Kingstown). Le navire a été revendu par Eagle Shipping, au printemps 2009, chez Rickmers-Lloyd Dockbetrieben à Bremerhaven. En tant que propriétaire du navire désormais renommé EV Nautilus il fut immatriculé aux îles Caïmans. La société américaine Ocean Exploration Trust continua d'utiliser le navire sous le pavillon de Saint-Vincent-et-les Grenadines en tant que navire de recherche. Le navire est géré par la société irlandaise Toner Technical & Marine.

### Caractéristiques scientifiques et techniques
Le navire, en mission d'exploration globale, est équipé d'un groupe de véhicules sous-marin téléguidé (ROV) Hercules et Argus, d'un système de cartographie multi faisceaux et d'outils de cartographie Diana et Echo. Tout ces matériels scientifiques permettent à Ocean Exploration Trust d'effectuer une exploration en haute mer de parties inconnues de l'océan jusqu'à une profondeur de 4.000 mètres.
Il dispose également d'un système de communication par satellite SeaTel destiné à faciliter la diffusion en direct et la collaboration scientifique grâce à la téléprésence. Les flux de données vidéo et de données sont gérés par l'Inner Space Center (ISC) de la Graduate School of Oceanography de l'Université du Rhode Island.
Dans le monde entier, divers musées, centres des sciences, programmes parascolaires et écoles participent à l'exploration au moyen d'émissions en direct entre navires. Les audiences en ligne ou en direct sur un site partenaire peuvent poser des questions à l'équipe d'explorateurs, pour en savoir plus sur la mission et l'enthousiasme de l'exploration. Des opportunités éducatives existent pour amener des scientifiques, des étudiants, des professeurs et des stagiaires à bord du navire pour apprendre à connaître chaque saison d'exploration.
Un studio de production en direct a été construit à bord du navire pour soutenir les interactions en direct et la production de proximité. Les éducateurs et les scientifiques mènent des entretiens interactifs avec des partenaires situés dans des écoles, des musées, des aquariums et des centres scientifiques dans le monde entier. Les groupes basés à terre sont capables de communiquer avec le navire soit avec une unité d'interphone, soit via un numéro de téléphone relié au système d'interphone de bord.

## Véhicules télécommandés

### Hercules
Hercules est le principal véhicule d'un système de ROV. Il peut plonger a une profondeur de 4.000 m et il est toujours déployé avec Argus. Il est équipé de caméras, de projecteurs, d’instruments, de  bras manipulateurs et d’un large éventail d’outils d’échantillonnage. La caméra principale est un système haute définition doté de six caméras à définition standard. Quatre projecteurs (plus de 60 000 lumens au total) éclairent la zone de travail avant, tandis que des lampes à incandescence plus petites fournissent un éclairage auxiliaire. L'instrumentation standard comprend une sonde  CTD, une sonde à oxygène, deux sonars à balayage haute résolution, un sonar multifaisceaux à 1,2 MHz et un système de caméra fixe stéréo à haute résolution. Le manipulateur principal est un bras avec retour d'effort, complété par un manipulateur à sept fonctions pour la collecte d'échantillons. Hercules est également équipé d'un certain nombre d'outils, notamment d'un échantillonneur par aspiration, de boîtes d'échantillonnage avec des plateaux de commande, d'un équipement de carottage, ainsi que de plusieurs autres outils spécialement conçus pour différents objectifs scientifiques. Utilisant un système de navigation associé à un positionnement de base ultra-court, Hercules est capable de manœuvrer et de survoler sur une grille au centimètre près.

### Argus
Argus est un système de remorquage profond capable de plonger jusqu'à 6 000 mètres. Argus est généralement utilisé en association avec Hercules, où il plane à plusieurs mètres au-dessus du fond de la mer et offre une vue d’Hercules sur le fond de la mer, mais peut également être utilisé comme traîneau de remorquage autonome. Il comporte une caméra haute définition de qualité diffusion, des caméras à définition standard et deux lampes à arc de 1.200 watts capables de produire plus de 100.000 lumens de lumière. Argus prend également en charge une large gamme d'instruments, y compris un capteur de profondeur, un altimètre, un détecteur de temps de décolletage, un profileur de fond, un sonar à balayage et un sonar à balayage latéral. Argus utilise deux propulseurs électriques de deux chevaux pour ajuster la direction et limiter les mouvements latéraux.

### Diana
Diana est l'un des deux systèmes de sonar à balayage latéral à bord de Nautilus. Il est utilisé pour créer des cartes du fond marin et pour identifier des cibles d'intérêt que les ROV Hercules et Argus étudient plus en détail. Diana ressemble à un poisson remorqué utilisant des fréquences doubles de 300 et 600 kHz, avec une portée d'environ 200 mètres de chaque côté. Le système Diana peut être remorqué à une profondeur de 2 000 mètres mais sa longueur de câble est limitée à 600 mètres.

### Echo
Echo est un système de sonar à balayage latéral à cinq canaux et remorquage en profondeur pouvant atteindre 3.000 mètres de profondeur. Les fréquences de fonctionnement de Echo sont de 100 et 400 kHz, ce qui couvre une largeur totale d’andains allant jusqu’à 1.000 mètres. Echo est également équipé d'un profileur de sous-fond de 2–7 kHz qui permet d'identifier les caractéristiques du sous-sol.